# Inácio de Moura
Inácio Moura ist ein portugiesisch-osttimoresischer Dichter und Autor.
Moura kam 1965 für seinen Militärdienst nach Portugiesisch-Timor. 1970 verließ er das Militär und wurde Beamter in der Tourismusabteilung (Centro de Informação e Turismo de Timor) der portugiesischen Kolonialverwaltung in Dili. In den 1970er-Jahren veröffentlichte Moura viele Artikel und Gedichte über das, was die Portugiesen die „Timoresische Kultur“ nannten. Mit dem Gedicht „Mulher de Lipa, Feto Timor“ (1969) und der Novelle „Mau Curo e Bere Mau ou o Grande Amor de Cai Buti“ (1973) löste er den sogenannten „Barlake-Krieg“ (portugiesisch Guerra do barlaque) aus, einen heftigen Disput, der über die lokalen Medien geführt wurde über die Bewertung der timoresischen Hochzeitstraditionen, die im Barlake festgelegt sind.
1970 veröffentlichte Moura in der Zeitung A Voz de Timor Legenden der Kemak. Lange vor der Nelkenrevolution 1974 verwendete er für die timoresische Bevölkerung die Bezeichnung „Maubere“. In seinen Gedichten sprach er vom „Volk der Maubere“ und dem „Lande Maubere“. Sein Gedicht „Peregrinos da sorte“ erschien 1972 im Seara, dem Magazin des Bistums Dili. Am 23. September 1973 wurde es im Seara erneut veröffentlicht und erregte die Aufmerksamkeit der Polícia Internacional e de Defesa do Estado (PIDE). Auch einige Gedichte im zusammen mit Julieta Fatal veröffentlichten Buch „Vamos Cantar Uma Ilha“ wurden von der PIDE kritisiert und führten zu Ressentiments. Auch in diesem Gedichtband verwendete Moura mehrfach das Wort „Mau Bere“. „Maubere“ wurde in der Unabhängigkeitsbewegung der FRETILIN zum Symbolwort für die Timoresen und ist auch heute noch im Gebrauch. Als das Seara 1973 eingestellt wurde, trafen sich viele, die in ihm Artikel zur Unabhängigkeit Portugiesisch-Timors publiziert hatten, auf Geheimtreffen. Zu ihnen gehörte auch Moura. Aus diesen Treffen gingen 1974 die Parteien União Democrática Timorense (UDT) und FRETILIN hervor.
Moura war der höchstrangige portugiesischer Beamter, der nach Abzug der Portugiesen im Lande blieb. Nach der indonesischen Invasion verbrachte er zwölf Jahre im Gefängnis. Er hatte bei Radio Maubere als Sprecher gearbeitet. Nach seiner Freilassung arbeitet er zunächst in der indonesischen Verwaltung. Er war der offizielle Führer der indonesischen Regierung für die meisten ausländischen Besucher in Osttimor, bevor er 1988 nach Portugal ging und von den Massenmorden der Besatzer berichtete. Heute lebt er in Australien.
Moura ist mit einer Frau von der Hakka-Minderheit in Osttimor verheiratet.

## Veröffentlichungen (Auswahl)
- Mulher de Lipa, Feto Timor, 1969.
- Mau Curoe BereMau ou o Grande Amor de Cai Buti, 1973.
- Timor Leste: poemas do cativeiro e da diaspora, ISBN 0-646-40238-2.